# 植村栄治
植村 栄治（うえむら えいじ、1949年（昭和24年）10月17日 - ）は、日本の法学者。専門は行政法。学位は、博士（法学）（東京大学・論文博士・1992年）・博士（学術）（放送大学・2018年）。慶應義塾大学法科大学院教授・大東文化大学法科大学院教授を歴任。元国家公務員試験I種試験委員（多肢式、2006年）、新司法試験考査委員（行政法、2006年（平成18年） - 2007年（平成19年））を務めていたが、新司法試験漏洩疑惑（不起訴）により解任。曽祖父は資産家の本多静六。

## 経歴

### 学歴
- 1949年 石川県金沢市に生まれる
- 1968年 東京教育大学附属駒場高等学校卒業
- 1971年 司法試験、国家公務員試験上級職合格
- 1972年 東京大学法学部卒業
- 1992年 学位論文「公務員個人責任の研究」で博士（法学）（東京大学）
- 2002年 放送大学教養学部（自然の理解専攻）卒業 学士（教養）
- 2004年 放送大学大学院 文化科学研究科（文化科学専攻。総合文化プログラム・環境システム科学群）修士課程修了 修士（学術）
- 2018年 放送大学大学院 文化科学研究科 文化科学専攻(自然科学プログラム) 博士課程修了 博士（学術）。博士論文は「軌道計算法から見た超短周期彗星発見の歴史」

### 職歴
- 1972年 - 1975年 東京大学法学部助手
- 1975年 - 1976年 成蹊大学法学部専任講師
- 1976年 - 1978年 西ドイツのフライブルク大学DAAD給費生
- 1978年 - 1985年 成蹊大学法学部助教授
- 1985年 - 1986年 アメリカ合衆国のサンディエゴ大学フルブライト給費生
- 1986年 - 2004年 成蹊大学法学部教授
- 2000年 - 2002年 成蹊大学法学部長
- 2004年 - 2007年 慶應義塾大学法科大学院教授
- 2007年 新司法試験本試験内容の類似論点出題疑惑をめぐり、司法試験考査委員を解任。慶應義塾大学法科大学院教授を辞職。
- 2009年 ‐ 大東文化大学法科大学院教授
- 2010年 - 同法科大学院長
- 2020年 - 同定年退職

## 新司法試験類題提示疑惑
2007年2月から3月まで、慶應義塾大学の法科大学院生と修了生を対象に、新司法試験論文式試験対策のための答案練習会を7回開いたが、この際に使われた問題には、当年度の本試験（同年5月）に出題された論点と類似した論点に関する出題が存在した。この間、植村は新司法試験考査委員であったため問題漏洩の疑いが指摘された。なお、考査委員は、問題漏洩の疑いを抱かれぬようにするため、答案練習会の開催を控えることが申し合わされている。
同年6月29日、法務省は、植村を新司法試験考査委員から解任した。考査委員の解任は、旧・新司法試験を通じて初めてである。同年8月3日、慶應義塾は植村の新司法試験考査委員としての不適切な行為について謝罪、同日付の植村の退職願を受理している。しかしこれには教授と言う立場上、講義と類似した論点が出題される事はむしろ当然であり、出題した部分に漏洩等の違法性があれば起訴・有罪は確実であったにもかかわらず不起訴であった事から、無実であるにもかかわらず実質的な「火消し」の為の不条理な解任であるとの批判も多い。

## 公職・委員等
- 1981年 - 1983年  総理府 臨時行政調査会 調査員
- 1984年 - 1986年  総理府 原子力委員会 専門委員
- 1987年 - 1992年  財団法人日本クレジットカウンセリング協会 評議員
- 1989年 - 1995年  武蔵野市公文書開示審査会 委員
- 1991年 - 1992年  総理府 中央公害対策審議会 専門委員
- 1992年 - 1993年  通商産業省 産業構造審議会 臨時委員
- 1994年 - 1995年  通商産業省 産業構造審議会 臨時委員
- 1994年 - 1996年  通商産業省 石炭鉱業審議会 専門委員
- 1998年 - 2004年  国家公安委員会 審査専門委員会
- 2006年 - 2007年  人事院 国家公務員採用試験 第Ⅰ種試験委員（多肢式）
- 2006年 - 2007年  法務省 新司法試験 考査委員（行政法）

## 著書
- 『交通法・通信法』（園部敏との共著）（有斐閣法律学全集、1984年）
- 『米国公務員の不法行為責任』（有斐閣、1991年）
- 『行政法教室』（有斐閣、2000年）